# Vladimir Jurčić
Vladimir Jurčić (Bjelovar, 24. rujna 1910. – Zagreb, polovica svibnja 1945.) bio je hrvatski pjesnik, esejist i feljtonist. Pisao je književnu, glazbenu, kazališnu i likovnu kritiku.

## Životopis
U rodnom mjestu završio pučku školu i prvi razred gimnazije, ostatak u Gospiću, Senju, Vinkovcima i Zagrebu gdje je završio Klasičnu gimnaziju 1930. godine i diplomirao slavistiku na Filozofskom fakultetu. Do svibnja 1945. radio je na III. Muškoj gimnaziji u Kušlanovoj u Zagrebu, gdje je uhićen, odveden i ubijen. Na njegovoj rodnoj kući u Bjelovaru podignuta je spomen-ploča.

## Djela
- Lirika 1932. (zajedno s J. Hitrecom i I. G. Kovačićem)
- U metropoli (pjesme, 1932.)
- Ogledalo vremena (s Petrom Bakulom, Vladom Mađarevićem i Novakom Simićem, pjesme, 1936.)
- Svijetli vidici (pjesme, 1940.)
- Hrvatska književna kritika (sintetički prikaz od Vraza do danas, 1937.)
- Kako su umirali hrvatski književnici i umjetnici, 1846. – 1936.) (1936.)
- Vječna straža (izabrane pjesme, 1993.)